# Lesbian Vampire Killers
Pour plus de détails, voir Fiche technique et Distribution.
Lesbian Vampire Killers est une comédie horrifique britannique réalisée par Phil Claydon en 2009.

## Synopsis
Jimmy et Fletch décident de s'offrir un séjour dans la campagne anglaise pour se changer un peu les idées.
Choisissant leur destination au hasard, ils tombent en plein milieu d'un village en proie à une malédiction : toutes les filles atteignant 18 ans se transforment en vampires lesbiennes. Heureusement pour eux, ils seront aidés par une bande d'étudiantes en minibus pour lutter contre ces créatures assoiffées de ... sang.

## Fiche technique
- Titre : Lesbian Vampire Killers
- Réalisateur : Phil Claydon
- Photographie : David Higgs
- Montage : James Herbert
- Musique : Debbie Wiseman
- Production : Steve Clark-Hall
- Société de distribution : Momentum Pictures
- Pays :  Royaume-Uni
- Langue : anglais
- Format : Couleur - 2,35:1 - 35mm
- Genre : Comédie horrifique et fantastique
- Durée : 88 minutes
- Date de sortie : 20 mars 2009 au Royaume-Uni

## Distribution
- Paul McGann : le vicaire
- James Corden : Fletch
- Mathew Horne : Jimmy
- MyAnna Buring : Lotte
- Silvia Colloca : Carmilla
- Vera Filatova : Eva
- Ashley Mulheron : Trudi
- Louise Dylan : Anke
- Lucy Gaskell : Judy
- John Pierce Jones : Landlord
- Anne Décis : Mélanie
- Emer Kenny : Rebecca
- Emma Clifford : Miss Rossi
- Susie Amy : Blonde
- Travis Oliver : Steve
- Tiffany Mulheron : Heidi